# IFPI香港唱片銷量大獎頒獎禮2009
IFPI香港唱片銷量大獎頒獎禮2009是由國際唱片業協會(香港會)（IFPI）舉辦之一香港唱片頒獎典禮，由核數師計算香港地區2009年的唱片銷量，後頒發獎項予最高銷量的唱片。
頒獎典禮於2010年4月7日假香港會議及展覽中心會議廳舉行，並於4月10日晚上9:30於無綫電視翡翠台及高清翡翠台播放。

## 得獎名單[1]

### 十大銷量廣東唱片
- 《Love Hope》 ——劉德華
- 《Faithfully》 ——梅艷芳
- 《A Time For Us》 ——容祖兒
- 《二缺一》 ——蔡卓妍
- 《Another Me》 ——蔡卓妍
- 《最紅》 ——張國榮
- 《Wish》 ——衛蘭
- 《Serving You》 ——衛蘭
- 《18...》 ——G.E.M.
- 《From Justin Collection Of His First 3 Years》 ——側田

### 十大銷量國語唱片
- 《越來越愛》 ——飛輪海
- 《太陽》 ——陳綺貞
- 《潮男正傳》 ——羅志祥
- 《69樂章》 ——陶喆
- 《若你碰到他》 ——蔡健雅
- 《Live in TICC》 ——盧廣仲
- 《七天》 ——盧廣仲
- 《感官世界》 ——林宥嘉
- 《很忙》 ——容祖兒
- 《JJ陸》 ——林俊傑

### 最暢銷音樂、電影、電視原聲及精選唱片
- 《唱旺09新曲+精選》 ——Various Artists
- 《崖上的波兒電影原聲大碟》 ——久石讓
- 《世界名曲101》 ——Various Artists
- 《胎教音樂101》 ——Various Artists
- 《國語金曲101》 ——Various Artists

### 最暢銷日、韓語唱片
- 《SUPER BEST COLLECTION 32》 ——The Checkers
- 《SILK ROAD HQCD BEST》 ——喜多郎
- 《TSUBASA-VERY BEST MIKUNI SHIMOKAWA》 ——下川美娜

### 最暢銷本地現場錄製音像出品
- 《Joey Yung Perfect 10 Live 2009》 ——容祖兒
- 《峯‧情無限演唱會Let's Get Wet Live》 ——林峯
- 《青山金曲當年情2008演唱會》 ——青山
- 《東亞華星演唱會》 ——Various Artists
- 《祖戀明歌音樂會》 ——容祖兒、黃耀明

### 十大銷量本地歌手
- 劉德華
- 容祖兒
- 王菀之
- 蔡卓妍
- 林峯
- G.E.M.
- 衛蘭
- 何韻詩
- 側田
- 鄭融

### 最暢銷本地女新人
- 徐子珊
- 余翠芝

### 最暢銷本地男新人
- 王祖藍
- 黃宗澤
- 李治廷

### 最高銷量廣東唱片
- 《最紅》 ——張國榮

### 最高銷量國語唱片
- 《太陽》 ——陳綺貞

### 全年最高銷量本地女歌手
- 衛蘭

### 全年最高銷量本地男歌手
- 林峯